# Gregor Martin Lechner
Gregor Martin Lechner OSB (* 18. September 1940 in Neumarkt-St. Veit; † 22. September 2017 in Göttweig)  war Benediktiner des Stiftes Göttweig, Kunsthistoriker und außerordentlicher Universitätsprofessor.

## Leben
Lechner wurde am 18. September 1940 in Neumarkt-St. Veit in Bayern geboren. Von 1962 bis 1967 studierte er als Seminarist des Erzbistums München-Freising Theologie in Freising. Das Studium der Kunstgeschichte und Byzantinistik in München schloss er 1971 mit der Promotion ab. Von 1971 bis 1973 gehörte er dem Dominikanerorden an. In dieser Zeit war er auch für die Österreichische Akademie der Wissenschaften als Mitarbeiter der damaligen Kommission für die Tabula Imperii Byzantini (TIB) tätig. 1974 trat er in das Benediktinerstift Göttweig ein, legte 1975 die einfache Profess ab und wurde im selben Jahr von Bischof Franz Žak zum Priester geweiht. 1978 erfolgte seine feierliche Ordensprofess.
Lechner war von 1974 bis 1998 Religionsprofessor in Krems. Zwischen 1975 und 1978 wirkte er als Kaplan und von 1978 bis 1981 als Pfarrvikar in Göttweig. 1975 bis 1978 war er Bibliothekar und Archivar seines Klosters; ab 1978 zeichnete er als Kustos für die Kunstschätze des Stiftes Verantwortung. Von 1979 bis 2015 war er Lektor für Ikonographie an den Kunsthistorischen Instituten der Universitäten Wien, Graz, Innsbruck und Salzburg. 1994 habilitierte er sich an der Universität Innsbruck. Von 2001 bis 2006 wirkte er als Abteilungsleiter für Kulturwissenschaften und als Leiter des Zentrums für Bildwissenschaften an der Donau-Universität Krems.
Die Liste seiner Publikationen zu kunsthistorischen Themen umfasst zahlreiche Aufsätze, Ausstellungskataloge, Lexikonartikel und Rezensionen. Über viele Jahre war er Mitglied der Redaktionen der Zeitschriften Das Münster und Studien und Mitteilungen zur Geschichte des Benediktinerordens.
Am 22. September 2017 erlag er in Göttweig einem schweren Krebsleiden.

## Auszeichnungen
- 1981: Mitglied der Bayerischen Benediktinerakademie
- Österreichisches Ehrenzeichen für Wissenschaft und Kunst
- Große Ehrenzeichen für Verdienste um das Bundesland Niederösterreich

## Publikationen (Auswahl)
- Die Pfarr- und ehem. Benediktinerklosterkirche Neumarkt-St. Veit. Patron St. Vitus (15. Juni); Erzbistum München und Freising (bis 1817 Salzburg) ; Landkreis Mühldorf/Inn. Schnell & Steiner, München [u. a.] 1973 (Bibliographischer Nachweis).
- Stift Göttweig, Wachau. Schnell & Steiner, München 1976 (Bibliographischer Nachweis).
  - Convento di Göttweig. abbazia dei benedettini in Austria Bassa ; collegiata e parocchia. Schnell & Steiner, Monaco d. B. [u. a.] 1988 (italienisch, Bibliographischer Nachweis).
- Stift Göttweig und seine Kunstschätze. Verl. Niederösterr. Pressehaus, St. Pölten 1977, ISBN 3-85326-437-9 (Bibliographischer Nachweis).
- Maria Gravida. zum Schwangerschaftsmotiv in der bildenden Kunst. Zugl.: München, Univ., Diss., 1971. Schnell & Steiner, München [u. a.] 1981, ISBN 3-7954-0826-1 (Bibliographischer Nachweis).
- Das Benediktinerstift Göttweig in der Wachau und seine Sammlungen. Schnell & Steiner, München [u. a.] 1988, ISBN 3-7954-0677-3 (Bibliographischer Nachweis).
- Sankt Altmann. Bischof von Passau ; Leben und Wirken. Göttweig 1991 (Bibliographischer Nachweis).
- Neue Materialien zur europäischen Porträtkunst in der barocken Druckgraphik. das geistliche Porträt ; das Künstlerporträt ; das Heiligenporträt. Habil.-Schr. Univ. Innsbruck. Innsbruck 1994 (Bibliographischer Nachweis).
- Das Benediktinerstift Göttweig. Schnell & Steiner, Regensburg 2008, ISBN 978-3-7954-2024-6 (Bibliographischer Nachweis).
- Die Graphische Sammlung Stift Göttweig. Geschichte und Meisterwerke. Schnell & Steiner, Regensburg 2010, ISBN 978-3-7954-2343-8 (Bibliographischer Nachweis).
- Der Schnitzaltar des Meisters von Mauer bei Melk. Schnell & Steiner, Regensburg 2010, ISBN 978-3-7954-2356-8 (Bibliographischer Nachweis).